# コンチャ・アンドレウ
コンチャ・アンドレウ（Concha Andreu）ことコンセプシオン・アンドレウ・ロドリゲス（Concepción Andreu Rodríguez、1967年3月10日 - ）は、スペイン・ログローニョ県カラオラ出身の政治家・ワイン醸造家。スペイン社会労働党(PSOE)所属。2011年からラ・リオハ州議会議員を務め、2019年から2023年までラ・リオハ州首相を務めた。

## 経歴

### 学生時代
1967年3月10日、ログローニョ県第2の都市であるカラオラに生まれた。サラマンカ大学で生物学の学士号を取得し、サラゴサ大学でブドウ栽培とワイン醸造学を学んで修士号を取得した。

### ラ・リオハ州議会議員時代
2011年にはラ・リオハ州議会議員となった。2015年のラ・リオハ州議会選挙にはスペイン社会労働党(PSOE)の筆頭候補（州首相候補）として臨み、自身はラ・リオハ州議会議員に再選を果たしたが、国民党(PP)のホセ・イグナシオ・セニセロスがラ・リオハ州首相に選出された。2015年からはラ・リオハ州議会における社会労働党のスポークスパーソンを務めた 。

### ラ・リオハ州首相
2019年のラ・リオハ州議会選挙には再び社会労働党の筆頭候補（州首相候補）として臨み、自身はラ・リオハ州議会議員に3選を果たした。社会労働党は州首相指名投票でポデモスと統一左翼の協力を得て、8月29日にはアンドレウがラ・リオハ州首相に選出された。アンドレウはラ・リオハ州初の女性州首相である。
2023年のラ・リオハ州議会選挙にも社会労働党の筆頭候補（州首相候補）として臨んだが、社会労働党は改選前から3議席落として12議席の獲得にとどまり、国民党に次ぐ第2党となった。州首相指名投票では国民党のゴンサロ・カペリャンが過半数を獲得し、アンドレウの後任として州首相に就任した。